# Iwan Dawydenko
Iwan Borysowicz Dawydenko (ros. Иван Борисoвич Дaвиденко, ur. 1907, zm.  28 stycznia 1945 w Kaliszu) – pułkownik Armii Czerwonej, zastępca dowódcy 222 Dywizji Piechoty, rzekomy Bohater Związku Radzieckiego.

## Życiorys

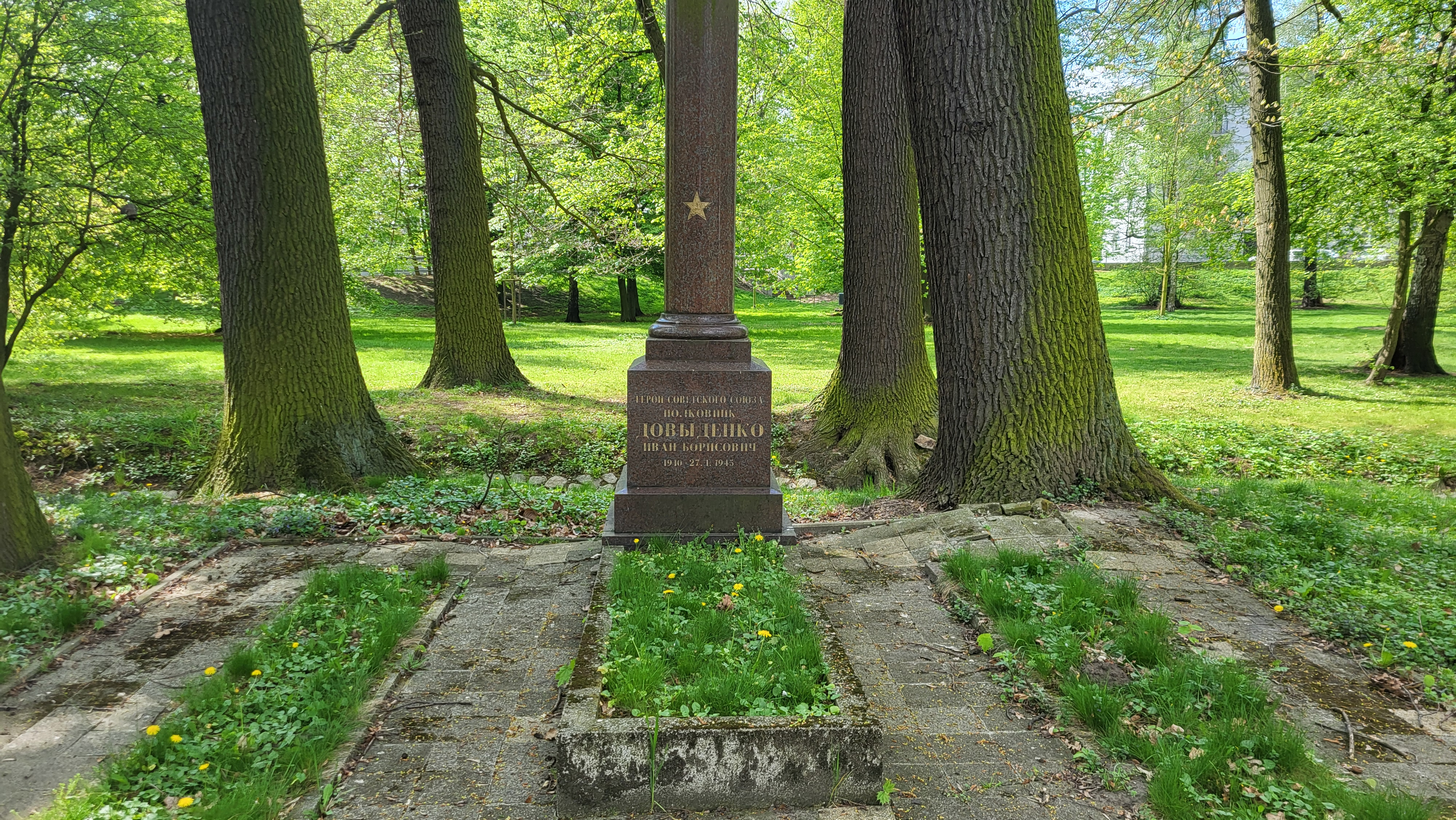
Grób Iwana Dawydenko

Iwan Dawydenko urodził się w 1907 w miejscowości (Nowy) Starodub w rejonie pietrowskim na Ukrainie, był narodowości ukraińskiej, członkiem partii bolszewickiej, do służby wojskowej wstąpił w 1929. W czasie II wojny światowej, w 1942 roku w stopniu majora był dowódcą 912 pułku strzelców 243 Dywizji Piechoty, otrzymał wtedy Medal „Za zasługi bojowe” oraz Order Czerwonego Sztandaru, rok później był podpułkownikiem, a w 1945 pułkownikiem, był wówczas zastępcą dowódcy 222 Dywizji Piechoty. Na skutek ran zmarł 28 stycznia 1945, został pochowany w Kaliszu "na cmentarzu przy teatrze" i pośmiertnie odznaczony Orderem Wojny Ojczyźnianej I stopnia. 
Według wspomnień krewnej Iwan Dawydenko urodził się 26 listopada 1907, a w dniu 28 stycznia 1945 poległ, gdy na czele oddziału prowadził pościg za uciekającymi Niemcami i został pochowany w Kaliszu. Należy zaznaczyć, że  28 stycznia 1945 oddziały 222 DP przeszły w okolice miejscowości Kargowa, odległej od Kalisza około 200 km.
Nagrobny obelisk Dawydenki znajduje się na kaliskim Cmentarzu Żołnierzy Radzieckich przy ul. Częstochowskiej (tuż obok Teatru im. Wojciecha Bogusławskiego), gdzie są również pochowani inni radzieccy wojskowi, w liczbie ponad trzystu, którzy polegli podczas walk w południowej Wielkopolsce i o Festung Breslau. Na cześć Iwana Dawydenki jedna z kaliskich ulic została nazwana jego imieniem (obecnie jest to ulica imienia Księżnej Jolanty w dzielnicy Piwonice).

## Oficjalna wersja obowiązująca do 1990 roku
Pułkownik Iwan Dowydenko (Иван Борисoвич Довыденко, ur. 1910) był jednym z dowódców Armii Czerwonej, której oddziały w dniu 23 stycznia 1945 wyzwoliły Kalisz spod okupacji niemieckiej. Dowydenko miał być dowódcą sztabu, którego siedziba mieściła się w budynku obecnego Starostwa Powiatowego przy placu św. Józefa. Dzień po wyzwoleniu, może kilka dni później, Dowydenko został raniony przez ukrywającego się niemieckiego snajpera, a następnie zmarł dnia 27 stycznia 1945. Po śmierci miał zostać „okrzyknięty” Bohaterem Związku Radzieckiego.
Oficjalne publikacje wydawane w okresie PRL nie wskazywały, w której jednostce wojskowej służył płk. Iwan Dowydenko, ani jakie dokładnie stanowisko zajmował tuż przed śmiercią. Kalisz został bowiem wyzwolony przez oddziały 708 Samodzielnego Batalionu Łączności pod dowództwem kpt. Nikołaja Sienki, działającego w ramach 62 Korpusu Piechoty, który z kolei był jednostką 33 Armii, walczącej w składzie 1. Frontu Białoruskiego. 
W walkach na obszarze południowej Wielkopolski, których częścią było wyzwolenie Kalisza, brały udział również jednostki 222 Dywizji Piechoty (ze składu 62 Korpusu Piechoty) i część oddziałów 383 Dywizji Piechoty (ze składu 16 Korpusu Piechoty). Rozkaz Naczelnego Wodza Armii Czerwonej nr 250 z dnia 24 stycznia 1945, wydany z okazji wyzwolenia Kalisza, wymienia również inne jednostki wojskowe: 7 Gwardyjski Korpus Kawalerii, 14 Gwardyjska Dywizja Kawalerii, 15 Gwardyjska Dywizja Kawalerii, pułk samochodowo-artyleryjski oraz 8 Zmotoryzowana Brygada Strzelecka. Dowódcą żadnej z tych jednostek nie był płk Iwan Dowydenko. Wspomniany rozkaz Naczelnego Wodza nie wymienia nazwiska płk. Iwana Dowydenki, choć zawiera nazwiska innych wyższych dowódców zasłużonych dla zdobycia Kalisza. 
Według autorów „Dziejów Kalisza” istotną rolę w tworzeniu polskich władz w pierwszych dniach po wyzwoleniu odegrały radzieckie władze wojskowe, a szczególnie zastępca komendanta radzieckiej komendy major Osmołowski. Praca ta nie wspomina o pułkowniku Dowydencej. Brak informacji o płk. Iwanie Dowydence, nazywanym Bohaterem Związku Radzieckiego, skłaniał niektórych współczesnych autorów do przypuszczeń, iż mógł być on funkcjonariuszem sowieckich organów bezpieczeństwa, np. NKWD lub Smiersza.

## Rzekomy Bohater Związku Radzieckiego
W opublikowanych dokumentach służby wojskowej brakuje informacji o nadaniu Iwanowi Dawydence tytułu Bohatera Związku Radzieckiego. Nazwiska pułkownika nie wymienia także rosyjska strona internetowa zawierająca biogramy kilku tysięcy Bohaterów Związku Radzieckiego, choć jest tam biogram innego żołnierza Armii Czerwonej poległego podczas walk o Kalisz – Iwana Andriejewicza Żidkowa, również pochowanego na Cmentarzu Żołnierzy Radzieckich w Kaliszu. Iwan Żidkow tytuł Bohatera Związku Radzieckiego otrzymał pośmiertnie, na mocy uchwały Prezydium Rady Najwyższej Związku Socjalistycznych Republik Radzieckich z dnia 24 marca 1945. Taki tryb nadawania tytułu Bohatera Związku Radzieckiego, najwyższego tytułu honorowego czasów sowieckich, istniał niezmiennie od 1936 roku, co tym bardziej dyskwalifikuje owo bezpośrednio pośmiertne „okrzyknięcie” Bohaterem Związku Radzieckiego.